# Bura (huyện)
Huyện Bura là một huyện thuộc tỉnh Al Hudaydah, Yemen. Đến thời điểm năm 2003, huyện này có dân số 45116 người